# سلام سينما
سلام سينما (بالفارسية: سلام سينما) فيلم إيراني عام 1995 من إخراج محسن مخملباف . تم عرضه في قسم جائزة نظرة ما في مهرجان كان السينمائي 1995 .  صُنع احتفالاً بالذكرى المئوية للسينما. يعد عام 1895 أول ظهور للصورة المتحركة كوسيلة ترفيه. كان عام 1895 عام عروض الأفلام الأولى التي كتبها أوغست ولويس لوميير .
تعد صناعة الفيلم شبه وثائقية، يبدأ بموسيقى «رقصة الربيع» لشهراد روحاني، ويظهر حشدًا كبيرًا من الناس يتجمعون خارج الاستوديو. قام مخملباف بنشر إعلان في الصحف، يطلب فيه 100 ممثل لعروض الأداء، يظهر الفيلم أشخاصًا مختلفين يتم اختبارهم ويشرح كل منهم سبب رغبته في التمثيل في السينما.

## الحبكة
يخطط مخرج إيراني معروف وهو محسن مخملباف، لعمل فيلم للاحتفال بالذكرى المئوية للسينما عالميًا، فوضع إعلانًا في إحدى الصحف من أجل توظيف مائة ممثل. وأعد 1000 استمارة طلب، لكن 5000 شخص حضروا. والنتيجة هي أعمال شغب يُسحق فيها المتقدمون ويجرحون. ويكمل محسن مخملباف اختبار عشرات الرجال والنساء أمام الكاميرا، باختلاف تصريحاتهم التي قد تكون مضحكة ومؤثرة أيضًا، وتكشف واقع الحياة في إيران، ، استطاع مخملباف أن يوضح عن قرب رؤية وفهم هؤلاء المثقفين والطلاب والأطفال وقبل كل شيء النساء، اللواتي لا يمكن سماعهن أو رؤيتهن بشكل طبيعي في ظروف مماثلة، يظهر العمل كغيره من الأعمال الإيرانية مرةً أخرى أن السينما ذات أهمية حيوية في دول مثل إيران.

## فريق التمثيل
- محمد مختاريان
- ميرهدي طيبي
- أزاده زنكنه
- محرم زينالزاده

## روابط خارجية
- سلام سينما على موقع IMDb (الإنجليزية)
- سلام سينما على موقع ألو سيني (الفرنسية)
- سلام سينما على موقع أول موفي (الإنجليزية)
- سلام سينما على موقع قاعدة بيانات الأفلام السويدية (السويدية)
- سلام سينما على موقع قاعدة بيانات الفيلم (الإنجليزية)
- سلام سينما على موقع ليتربوكسد (الإنجليزية)
- سلام سينما على موقع كينوبويسك (الروسية)
- قاعدة بيانات أفلام الإنترنت
- مخملباف بيت السينما
- مراجعة فيلم سلام سينما